# Kathryn Erbe
Kathryn Elsbeth Erbe, née le 5 juillet 1965 à Newton dans le Massachusetts, est une actrice américaine.
Elle doit sa popularité à son rôle d'Alexandra Eames, détective dans la série télévisée New York, section criminelle.

## Biographie
Elle est l'aînée de trois enfants. Sa mère, Elisabeth Magnarelli, était vice-présidente d'une firme de gestion de Boston, et son père, le Dr Richard Erbe, était interne à l'université de Buffalo, sur-spécialisé en tant que généticien médical.
Elle est diplômée de l'université de New York en 1989.
En 1990, elle s'inscrit à la Tisch School of the Arts où elle suit les cours du premier cycle d'art dramatique.
En 1993, elle devient membre de la troupe Steppenwolf Theatre Company (en) de Chicago, cofondée par Terry Kinney qu'elle épouse la même année.
Elle donne naissance à son premier enfant, une fille nommée Maeve Elsbeth Erbe Kinney, le 26 octobre 1995.
En 2003-2004, elle est absente d'une partie des épisodes de la saison 3 de la série télévisée New York, section criminelle, remplacée par Samantha Buck (Détective G. Lynn Bishop). Elle révèle qu'elle est enceinte et son personnage est mère porteuse pour sa sœur infertile.
Elle donne naissance à son deuxième enfant, un garçon nommé Carson Lincoln Kinney, le 15 octobre 2003.
Kathryn Erbe et Terry Kinney divorcent en 2006.

## Filmographie
| Année | Titre                                         | Rôle                     | Note          |
| ----- | --------------------------------------------- | ------------------------ | ------------- |
| 1989  | Runaway Dreams                                | Denise Donaldson         |               |
| 1991  | Quoi de neuf, Bob ? (What about Bob ?)        | Anna Marvin              |               |
| 1993  | L'Amour en trop (Rich in Love)                | Lucille Odom             |               |
| 1994  | Les Petits Champions 2 (D2: The Mighty Ducks) | Michele MacKay           |               |
| 1995  | The Addiction                                 | Anthropology Student     |               |
| 1995  | Kiss of Death                                 | Rosie Kilmartin          |               |
| 1997  | Last Trip (Dream with the Fishes)             | Liz                      |               |
| 1998  | Love from Ground Zero (en)                    | Alex                     |               |
| 1999  | Entropy                                       | Evan                     |               |
| 1999  | Hypnose (Stir of Echoes)                      | Maggie Witzky            |               |
| 2001  | Speaking of Sex                               | Helen                    |               |
| 2010  | 3 Backyards (en)                              | l'épouse de John         |               |
| 2011  | Mother's House                                | Catherine                | Court-métrage |
| 2011  | The Love Guide                                | Cora                     |               |
| 2014  | Worst Friends (en)                            | La mère de Sam           |               |
| 2018  | Assassination Nation                          | Rebecca Colson           |               |
| 2018  | Alex Strangelove                              | Helen, la mère de Claire |               |

Séries télévisées
| Année             | Titre                                                       | Rôle                       | Note                                 |
| ----------------- | ----------------------------------------------------------- | -------------------------- | ------------------------------------ |
| 1989 - 1990       | Chicken Soup                                                | Patricia Reece             | 12 épisodes                          |
| 1994              | Breathing Lessons                                           | Fiona                      | Téléfilm                             |
| 1997              | George Wallace                                              | Mrs. Folsom                | Téléfilm                             |
| 1997              | Homicide                                                    | Rita Hale                  | Épisode: Joyeux Noël (All Is Bright) |
| 1998              | Naked City: Justice with a Bullet                           | Sarah Tubbs                | Téléfilm                             |
| 1998 - 2000; 2003 | Oz                                                          | Shirley Bellinger          | 17 épisodes                          |
| 2000              | The Runaway                                                 | Evelyn Carnes              | Téléfilm                             |
| 2001 - 2010; 2011 | New York, section criminelle (Law & Order: Criminal Intent) | Détective Alexandra Eames  | 144 épisodes                         |
| 2012-2013         | New York, unité spéciale (Law & Order: SVU)                 | Lieutenant Alexandra Eames | saison 14, épisodes 4 et 22          |
| 2016              | Elementary                                                  | Nancy Davenport            | 1 épisode                            |
| 2017              | The Sinner                                                  | Fay Ambrose                | Saison 1                             |
| 2017-2018         | Murder                                                      | Jacqueline Roa             |                                      |
| 2018              | Pose                                                        | Dr Gottfried               |                                      |

## Vie privée
- Elle a été mariée à l'acteur Terry Kinney de 1993 à 2006. Deux enfants sont nés de cette union : Maeve, née en 1995, et Carson Lincoln, né en 2003. Elle divorce après 13 ans de mariage.
- Elle est membre de l'Atlantic Theater Company à New York.
- En septembre 2011, Charles Nagel, 37 ans, un fan obsédé, a été condamné par un juge de New York à cinq ans de probation pour harcèlement à l'encontre de Kathryn Erbe et de sa famille.